# Erbessa
Erbessa é um gênero de traça pertencente à família Arctiidae.